# 438 f.Kr.

## Händelser

### Efter plats

#### Grekland
- Parthenon på Atens Akropolis färdigställs av Iktinos och Kallikrates och invigs, efter nio års byggande, vid Panathenaia (en festival till Athenas ära, hållen vart fjärde år på Akropolis).
- Den kolossala staty av Athena Parthenos, som Fidias har byggt för Parthenon, står färdig och invigs. Den är av guld och elfenben samt är nära 12 meter hög.

#### Italien
- Staden Capua faller i samniternas händer.

### Efter ämne

#### Konst
- Skulpturer av tre gudinnor (möjligen Hestia, Dione och Afrodite) börjar uppföras på Parthenons östra sida (färdiga 432 f.Kr.). De finns numera på British Museum i London.
- Den joniska frisen på norra sidan av Parthenon börjar uppföras (färdig 432 f.Kr.). Delar av denna fris finns numera på olika museer i Europa, inklusive Hästförarna (på British Museum i London) och Marskalkarna och de unga kvinnorna (på Louvren i Paris), som en gång i tiden har varit del av Processionen på frisen.

## Avlidna
- Cincinnatus, romersk politiker, konsul och diktator (född 519 f.Kr.)